# Nomia callichlora
Nomia callichlora là một loài Hymenoptera trong họ Halictidae. Loài này được Cockerell mô tả khoa học năm 1911.